# Pycnophyes chukchiensis
Pycnophyes chukchiensis är en djurart som tillhör fylumet pansarmaskar, och som beskrevs av Higgins 1991. Pycnophyes chukchiensis ingår i släktet Pycnophyes och familjen Pycnophyidae. Inga underarter finns listade i Catalogue of Life.